# سام فنسنت (كرة سلة)
سام فنسنت (بالإنجليزية: Sam Vincent)‏ مواليد 18 مايو 1963 في لانسنغ، هو لاعب كرة سلة محترف أمريكي سابق أصبح مدرباً بدأ مسيرته الاحترافية في سنة 1985 حيث تم اختياره من قبل فريق بوسطن سيلتكس خلال الدرافت، وحمل الرقم 11 و14. يبلغ طوله 6 قدم 2 بوصة (1.9 م). اعتزل اللعب في 1994.

## فرق لعب لها
- بوسطن سيلتكس
- سياتل سوبرسونيكس
- شيكاغو بولز
- أورلاندو ماجيك

## روابط خارجية
- سام فنسنت على موقع إن بي أي (الإنجليزية)
- سام فنسنت على موقع سبورتس رفرنس (الإنجليزية)
- سام فنسنت على موقع كلية كرة السلة في سبورتس رفرنس.كوم (الإنجليزية)
- سام فنسنت على موقع ريلجم (الإنجليزية)
- سام فنسنت على موقع بروبوليرز (الإنجليزية)
- سام فنسنت على موقع سبورتس رفرنس (الإنجليزية)
- سام فنسنت على موقع أوليمبيديا (الإنجليزية)